# Sport in 2021
Dit artikel is een samenvatting van de belangrijkste sportfeiten uit het jaar 2021.

## Olympische Zomerspelen 2020
De Olympische Zomerspelen van de XXXIe Olympiade zouden in 2020 worden gehouden in Tokio, maar werden uitgesteld tot 2021.

## American football
- Super Bowl LV

## Atletiek
- Wereldkampioenschappen

## Autosport

### Formule 1
| - Grand Prix van Bahrein, Sakhir: Lewis Hamilton - Grand Prix van Emilia-Romagna, Imola: Max Verstappen - Grand Prix van Portugal, Portimão: Lewis Hamilton - Grand Prix van Spanje, Barcelona: Lewis Hamilton - Grand Prix van Monaco, Stratencircuit Monte Carlo: Max Verstappen - Grand Prix van Azerbeidzjan, Stratencircuit Bakoe: Sergio Pérez - Grand Prix van Frankrijk, Le Castellet: Max Verstappen - Grand Prix van Stiermarken, Spielberg: Max Verstappen - Grand Prix van Oostenrijk, Spielberg: Max Verstappen - Grand Prix van Groot-Brittannië, Silverstone: Lewis Hamilton - Grand Prix van Hongarije, Hungaroring: Esteban Ocon - Grand Prix van België, Spa-Francorchamps: Max Verstappen - Grand Prix van Nederland, Circuit Zandvoort: Max Verstappen - Grand Prix van Italië, Monza: Daniel Ricciardo - Grand Prix van Rusland, Sotsji: Lewis Hamilton - Grand Prix van Turkije , Istanboel: Valtteri Bottas - Grand Prix van de Verenigde Staten, Travis County, Texas: Max Verstappen - Grand Prix van Mexico-Stad, Mexico-Stad: Max Verstappen - Grand Prix van São Paulo, São Paulo: Lewis Hamilton - Grand Prix van Qatar, Lusail: Lewis Hamilton - Grand Prix van Saoedi-Arabië, Djedda: Lewis Hamilton - Grand Prix van Abu Dhabi, Yas Marina Circuit: Max Verstappen - Wereldkampioen Coureurs: Max Verstappen - Wereldkampioen Constructeurs: Mercedes |

### Overige
- Dakar-rally
- DTM seizoen:  Maximilian Götz
- Formule 2-seizoen:  Oscar Piastri
- ADAC Formule 4:  Oliver Bearman
- FIA kampioenschap Formule 3:  Dennis Hauger
- Indy Lights Series:  Kyle Kirkwood
- IndyCar Series:  Álex Palou
- Wereldkampioenschap Rally:  Sébastien Ogier
- WTCC-seizoen:  Yann Ehrlacher
- Formule E :  Nyck de Vries

## Badminton
België
Nationale competitie
Nederland
Eredivisie
Carlton GT Cup
Belgisch kampioenschap
- Mannen enkel:
- Vrouwen enkel:
- Mannen dubbel:
- Vrouwen dubbel:
- Gemengd dubbel:

Nederlands kampioenschap
- Mannen enkel:
- Vrouwen enkel:
- Mannen dubbel:
- Vrouwen dubbel:
- Gemengd dubbel:

Europe Badminton Circuit
- Mannen enkel:
- Vrouwen enkel:
- Mannen dubbel:
- Vrouwen dubbel:
- Gemengd dubbel:

Europe Cup
BWF Super Series
- Mannen enkel:
- Vrouwen enkel:
- Mannen dubbel:
- Vrouwen dubbel:
- Gemengd dubbel:

Europees kampioenschap gemengde teams
Wereldkampioenschap
- Mannen enkel:
- Vrouwen enkel:
- Mannen dubbel:
- Vrouwen dubbel:
- Gemengd dubbel:

Sudirman Cup

## Basketbal
- Nederlands kampioen - Donar
- Belgisch kampioen -
- Europees kampioenschap mannen -
- Europees kampioenschap vrouwen -

## Boksen
- Wereldkampioenschappen mannen

## Darts
- World Darts Championship (PDC) -  Gerwyn Price
- World Professional Darts Championship 2021 (BDO) (mannen) -
- World Professional Darts Championship 2021 (BDO) (vrouwen) -

## Handbal
Wereldkampioenschap mannen:  Denemarken
Wereldkampioenschap vrouwen:  Noorwegen
Nederland
- Landskampioen mannen: Green Park Handbal Aalsmeer
- Bekerwinnaar mannen: Geen winnaar
- Landskampioen vrouwen: Geen winnaar
- Bekerwinnaar vrouwen: Geen winnaar

## Honkbal
Major League Baseball
- American League

Houston Astros
- National League

Los Angeles Dodgers
- World Series

Houston Astros

## Judo
Nederlandse kampioenschappen
Mannen
– 60 kg —
– 66 kg —
– 73 kg —
– 81 kg —
– 90 kg —
–100kg —
+100kg —
Vrouwen
–48 kg —
–52 kg —
–57 kg —
–63 kg —
–70 kg —
–78 kg —
+78 kg —

## Korfbal
- Nederlands zaalkampioen -
- Belgisch zaalkampioen -

## Motorsport
- Wereldkampioen MotoGP -

### Motorcross
Wereldkampioenschap Motorcross
MXGP
- Coureur:  Jeffrey Herlings
- Constructeur:  KTM

MX2
- Coureur:  Maxime Renaux
- Constructeur:  Yamaha

Motorcross der Naties
- Land + coureurs:  Italië (Antonio Cairoli, Mattia Guadagnini, Alessandro Lupino)

- Wereldkampioen zijspancross -

## Rugby
Zeslandentoernooi:
- Mannen
- Vrouwen
- Onder 20

## Schaatsen

### Langebaanschaatsen
NK allround
- Mannen:
- Vrouwen:

BK allround
- Mannen kleine vierkamp:
- Vrouwen kleine vierkamp:

EK allround
- Mannen:
- Vrouwen :

WK allround
- Mannen:
- Vrouwen:

NK sprint
- Mannen:
- Vrouwen:

WK sprint
- Mannen:
- Vrouwen:

NK afstanden
- Mannen 500 m:
- Vrouwen 500 m:
- Mannen 1000 m:
- Vrouwen 1000 m:
- Mannen 1500 m:
- Vrouwen 1500 m:
- Mannen 5000 m:
- Vrouwen 3000 m:
- Mannen 10.000 m:
- Vrouwen 5000 m:

WK afstanden
- Mannen 500m:
- Vrouwen 500m:
- Mannen 1000m:
- Vrouwen 1000m:
- Mannen 1500m:
- Vrouwen 1500m:
- Mannen 5000m:
- Vrouwen 3000m:
- Mannen 10.000m:
- Vrouwen 5000m:
- Mannen Ploegenachtervolging:
- Vrouwen Ploegenachtervolging:

Wereldbeker
- Mannen 500 m:
- Vrouwen 500 m:
- Mannen 1000 m:
- Vrouwen 1000 m:
- Mannen 1500 m:
- Vrouwen 1500 m:
- Mannen 5 - 10 km:
- Vrouwen 3 - 5 km:
- Mannen massastart:
- Vrouwen massastart:
- Mannen achtervolging:
- Vrouwen achtervolging:
- Mannen Grand World Cup:
- Vrouwen Grand World Cup:

### Marathonschaatsen
Marathon KNSB-Cup
- Mannen:
- Vrouwen:

NK Marathonschaatsen op natuurijs
NK Marathonschaatsen op kunstijs
- Mannen:
- Vrouwen:

### Shorttrack
NK Shorttrack
- Mannen:
- Vrouwen:

EK shorttrack
- Mannen:
- Aflossing:
- Vrouwen:
- Aflossing:

WK Shorttrack
- Mannen:
- Aflossing:
- Vrouwen:
- Aflossing:

Wereldbeker shorttrack
- Mannen 500 m:
- Mannen 1000 m:
- Mannen 1500 m:
- Mannen estafette:
- Vrouwen 500 m:
- Vrouwen 1000 m:
- Vrouwen 1500 m:
- Vrouwen estafette:

### Alternatieve Elfstedentocht
Alternatieve Elfstedentocht Weissensee
- Mannen:
- Vrouwen:

Finland Ice Marathon
- Mannen:
- Vrouwen:

### Kunstschaatsen
NK kunstschaatsen
- Mannen:
- Vrouwen:

EK kunstschaatsen
- Mannen:
- Vrouwen:
- Paren:
- IJsdansen:

WK kunstschaatsen
- Mannen:
- Vrouwen:
- Paren:
- IJsdansen:

## Snooker
- World Championship, Crucible Theatre, Sheffield:  Mark Selby wint van  Shaun Murphy
- World Ranking-toernooien:
  - World Open:
  - Welsh Open:
  - China Open:
- Masters:
- UK Championship:

## Tennis
- ATP-seizoen 2021
- WTA-seizoen 2021
- Australian Open
  - Mannenenkelspel:  Novak Djokovic won van  Daniil Medvedev
  - Vrouwenenkelspel:  Naomi Osaka won van  Jennifer Brady
- Roland Garros
  - Mannenenkelspel -  Novak Djokovic won van  Stéfanos Tsitsipás
  - Vrouwenenkelspel -  Barbora Krejčíková won van  Anastasija Pavljoetsjenkova
- Wimbledon
  - Mannenenkelspel -  Novak Djokovic won van  Matteo Berrettini
  - Vrouwenenkelspel -  Ashleigh Barty won van  Karolína Plíšková
- US Open
  - Mannenenkelspel -  Daniil Medvedev won van  Novak Djokovic
  - Vrouwenenkelspel -  Emma Raducanu won van  Leylah Fernandez
- Davis Cup -
- Fed Cup -  Rusland won van  Zwitserland

## Voetbal
- UEFA Champions League:  Chelsea FC
- UEFA Europa League:  Villarreal CF
- Europese Supercup:  Chelsea FC
- Wereldkampioenschap voetbal voor clubs:  Chelsea FC

### Nationale kampioenschappen
- België
  - Eerste klasse: Club Brugge
  - Beker van België: KRC Genk
  - Gouden Schoen:  Paul Onuachu
- Engeland
  - Premiership: Manchester City FC
  - League Cup: Manchester City FC
  - FA Cup: Leicester City FC
- Frankrijk
  - Ligue 1: Lille OSC
  - Coupe de France: Paris Saint-Germain
- Duitsland
  - Bundesliga: FC Bayern München
  - DFB-Pokal: Borussia Dortmund
- Italië
  - Serie A: FC Internazionale Milano
  - Coppa Italia: Juventus FC
- Nederland
  - Eredivisie: AFC Ajax
  - Eerste divisie: SC Cambuur
  - KNVB beker: AFC Ajax
  - Johan Cruijff Schaal: PSV Eindhoven
- Spanje
  - Primera División: Atlético Madrid
  - Copa del Rey: FC Barcelona
- Japan
  - J-League: Kawasaki Frontale
  - J-League Cup: Nagoya Grampus
- Rusland
  - Premjer-Liga: FK Zenit Sint-Petersburg
  - Beker van Rusland: Lokomotiv Moskou

### Prijzen
- FIFA Ballon d'Or:  Lionel Messi
- Europees voetballer van het jaar:  Jorginho
- Belgische Gouden Schoen:  Paul Onuachu
- Nederlandse Gouden Schoen:  Dušan Tadić

## Wielersport

### Wegwielrennen
Ronde van Italië
- Algemeen klassement:  Egan Bernal
- Puntenklassement:  Peter Sagan
- Bergklassement:  Geoffrey Bouchard
- Jongerenklassement:  Egan Bernal
- Ploegenklassement:  INEOS Grenadiers

 Ronde van Frankrijk
- Algemeen klassement:  Tadej Pogačar
- Puntenklassement:  Mark Cavendish
- Bergklassement:  Tadej Pogačar
- Jongerenklassement:  Tadej Pogačar
- Ploegenklassement:  Bahrain-Victorious

 Ronde van Spanje
- Algemeen klassement:  Primož Roglič
- Puntenklassement:  Fabio Jakobsen
- Bergklassement:  Michael Storer
- Combinatieklassement:  Gino Mäder
- Ploegenklassement:  Bahrain-Victorious

Wereldkampioenschap wielrennen
- Gemengde ploegenestafette:  Duitsland

- Tijdrit Mannen:  Filippo Ganna
- Tijdrit Beloften Mannen:  Johan Price-Pejtersen
- Tijdrit Junioren Mannen:  Gustav Wang

- Wegwedstrijd Mannen:  Julian Alaphilippe
- Wegwedstrijd Beloften Mannen:  Filippo Baroncini
- Wegwedstrijd Junioren Mannen:  Per Strand Hagenes

- Tijdrit Vrouwen:  Ellen van Dijk
- Tijdrit Junioren Vrouwen:  Aljona Ivantsjenko

- Wegwedstrijd Vrouwen:  Elisa Balsamo
- Wegwedstrijd Junioren Vrouwen:  Zoe Bäckstedt

UCI World Tour
- Tour Down Under (afgelast)
- Cadel Evans Great Ocean Road Race (afgelast)
- Ronde van de Verenigde Arabische Emiraten:  Tadej Pogačar
- Omloop Het Nieuwsblad:  Davide Ballerini
- Strade Bianche:  Mathieu van der Poel
- Parijs-Nice:  Maximilian Schachmann
- Tirreno-Adriatico:  Tadej Pogačar
- Milaan-Sanremo:  Jasper Stuyven
- Driedaagse Brugge-De Panne:  Sam Bennett
- E3 Saxo Bank Classic:  Kasper Asgreen
- Gent-Wevelgem:  Wout van Aert
- Ronde van Catalonië:  Adam Yates
- Ronde van Vlaanderen:  Dylan van Baarle
- Ronde van het Baskenland:  Primož Roglič
- Amstel Gold Race:  Wout van Aert
- Waalse Pijl:  Julian Alaphilippe
- Luik-Bastenaken-Luik:  Tadej Pogačar
- Ronde van Romandië:  Geraint Thomas
- Ronde van Italië:  Egan Bernal
- Critérium du Dauphiné:  Richie Porte
- Ronde van Zwitserland:  Richard Carapaz
- Ronde van Frankrijk:  Tadej Pogačar
- Clásica San Sebastián:  Neilson Powless
- Ronde van Polen:  João Almeida
- Ronde van Spanje:  Primož Roglič
- EuroEyes Cyclassics (afgelast)
- Bretagne Classic:  Benoît Cosnefroy
- / Benelux Tour:  Sonny Colbrelli
- Grote Prijs van Quebec (afgelast)
- Grote Prijs van Montreal (afgelast)
- Eschborn-Frankfurt:  Jasper Philipsen
- Parijs-Roubaix:  Sonny Colbrelli
- Ronde van Lombardije:  Tadej Pogačar
- Ronde van Guangxi (afgelast)
- Klassement individueel:  Tadej Pogačar
- Klassement teams:  Deceuninck–Quick-Step

UCI Women's World Tour
- Cadel Evans Great Ocean Road Race (afgelast)
- Strade Bianche:  Chantal van den Broek-Blaak
- Trofeo Alfredo Binda:  Elisa Longo Borghini
- Classic Brugge-De Panne:  Grace Brown
- Gent–Wevelgem in Flanders Field:  Marianne Vos
- Ronde van Vlaanderen:  Annemiek van Vleuten
- Amstel Gold Race:  Marianne Vos
- Waalse Pijl:  Anna van der Breggen
- Luik-Bastenaken-Luik:  Demi Vollering
- Ronde van Burgos:  Anna van der Breggen
- RideLondon Classic (afgelast)
- La Course by Le Tour de France:  Demi Vollering
- Clásica San Sebastián:  Annemiek van Vleuten
- Postnord Vårgårda WestSweden (afgelast)
- Ladies Tour of Norway:  Annemiek van Vleuten
- Simac Ladies Tour:  Chantal van den Broek-Blaak
- GP de Plouay-Bretagne:  Elisa Longo Borghini
- Ceratizit Challenge by La Vuelta:  Annemiek van Vleuten
- Parijs-Roubaix:  Elizabeth Deignan
- The Women's Tour:  Demi Vollering
- Tour of Chongming Island (afgelast)
- Ronde van Guangxi (afgelast)
- Ronde van Drenthe:  Lorena Wiebes

### Baanwielrennen
Wereldkampioenschap
Mannen
- Sprint:  Harrie Lavreysen
- 1 kilometer tijdrit:  Jeffrey Hoogland
- Individuele achtervolging:  Ashton Lambie
- Ploegenachtervolging:  Italië
- Teamsprint:  Nederland
- Keirin:  Harrie Lavreysen
- Scratch:  Donavan Grondin
- Puntenkoers:  Benjamin Thomas
- Koppelkoers:  Lasse Norman Hansen & Michael Mørkøv
- Omnium:  Ethan Hayter
- Afvalkoers:  Elia Viviani

Vrouwen
- Sprint:  Emma Hinze
- 500 meter tijdrit:  Lea Sophie Friedrich
- Individuele achtervolging:  Lisa Brennauer
- Ploegenachtervolging:  Duitsland
- Teamsprint:  Duitsland
- Keirin:  Lea Sophie Friedrich
- Scratch:  Martina Fidanza
- Puntenkoers:  Lotte Kopecky
- Koppelkoers:  Kirsten Wild & Amy Pieters
- Omnium:  Katie Archibald
- Afvalkoers:  Letizia Paternoster

### Veldrijden
NK
- Mannen:
- Vrouwen:

BK
- Mannen:
- Vrouwen:

Superprestige
- Mannen:
- Vrouwen:

Europese kampioenschappen
- Mannen Elite:  Lars van der Haar
- Vrouwen Elite:  Lucinda Brand
- Mannen Beloften:  Ryan Kamp
- Vrouwen Beloften:  Shirin van Anrooij
- Mannen Junioren:  Aaron Dockx
- Vrouwen Junioren:  Zoe Bäckstedt

Wereldkampioenschap
- Mannen:  Mathieu van der Poel
- Mannen Beloften:  Pim Ronhaar
- Vrouwen:  Lucinda Brand
- Vrouwen Beloften:  Fem van Empel

Wereldbeker
- Mannen:
- Vrouwen:

DVV Verzekeringen Trofee
IJsboerke Ladies Trophy

## Zwemmen
- Wereldkampioenschappen
- Europese kampioenschappen kortebaan

## Sporter van het jaar
België
- Sportman: Wout Van Aert
- Sportvrouw: Nina Derwael
- Sportploeg: Belgische hockeyploeg (mannen)
- Paralympiër: Peter Genyn
- Coach: Shane McLeod
- Sportbelofte: Thibau Nys

 Nederland
- Sportman:
- Sportvrouw:
- Sportploeg:
- Gehandicapte sporter:
- Coach:
- Young Talent Award:
- Fanny Blankers-Koen Carrièreprijs:

 Europa
- Sportman:
- Sportvrouw:

Mondiaal
- Sportman:
- Sportvrouw:
- Sportploeg:
- Gehandicapte sporter:
- Doorbraak:
- Actiesporter:
- Comeback:
- Lifetime Achievement Award:

1965 · 1966 · 1967 · 1968 · 1969 · 1970 · 1971 · 1972 ·1973 · 1974 · 1975 · 1976 · 1977 · 1978 · 1979 · 1980 · 1981 · 1982 · 1983 · 1984 · 1985 · 1986 · 1987 · 1988 · 1989 · 1990 · 1991 · 1992 · 1993 · 1994 · 1995 · 1996 · 1997 · 1998 · 1999 · 2000 · 2001 · 2002 · 2003 · 2004 · 2005 · 2006 · 2007 · 2008 · 2009 · 2010 · 2011 · 2012 · 2013 · 2014 · 2015 · 2016 · 2017 · 2018 · 2019 · 2020 · 2021 · 2022 · 2023 · 2024 · 2025